# Мария Вирхов
Мария Вирхов е българска поетеса и преводачка от руски и английски език.

## Биография
Родена е в Ямбол. Завършва руска филология в Софийския университет. В периода 1988 – 1991 г. живее в СССР, участва като беквокалистка в пънк групата Ассоциация Пых, която издава един албум – „Быстрее жизнь прожить“ (1988).
През 1995 г. печели конкурс на Литературен форум, благодарение на което издава дебютната си стихосбирка „Жълта поезия“. Публикува в издания като Литературен вестник, Ах, Мария, Грозни пеликани и LiterNet. Превежда стихове на Ник Кейв, Том Уейтс, Дейвид Бауи, Велимир Хлебников, Осип Манделщам, Владимир Маяковски, Янка Дягилева и др. В неин превод на български език излизат пиесите „Руска народна поща“ на Сергей Бугаев, „Верона“ на Алексей Шипенко и „Чайка“ на Антон Чехов.
През 1998 г. е издадена втората ѝ книга „Вятърът мъртъв език“ като част от поредицата „Ягодовите полета“ на издателство „ЛИК“ с водещ Елин Рахнев. През 2005 г. третата ѝ книга, „Танци“, излиза като електронна публикация в сайта LiterNet. През 2007 г. участва във формацията Triteleta & Virh, която издава албума „Io“. Била е редактор на рубриката „Из дневниците на руските поети“ в сайта „Грозни пеликани“.
През 2009 г. е номинирана за наградата „Русская премия“ в категория „Поезия“. През 2010 г. в Москва излиза рускоезичната ѝ стихосбирка „Никомея“.
Умира на 15 юли 2011 г.

### Поезия
- Жълта поезия (1995)
- Вятърът мъртъв език (1998)
- Танци (2005)
- Никомея (2010)
- Вирхов блус (антология с подбрани стихотворения и преводи) (2021)

### Драматургия
- Доктор 5 (фарс за един малформат) (2000)[9]